# Silfiac
Silfiac [silfjak] est une commune française, située dans le département du Morbihan en région Bretagne.

## Géographie

### Localisation
Silfiac est situé entre Pontivy et Rostrenen, au sud-ouest de la forêt de Quénécan. Traditionnellement, elle se trouve dans le Pays Pourlet, mais aussi dans le Kost ar C'Hoet, pays dénommé de cette façon par sa proximité avec, de nouveau, la forêt de Quénécan. Historiquement, elle a aussi pu faire partie du pays Poher, dont les limites n'ont jamais été clairement établies.
La commune se situe à la limite du Morbihan et est donc limitrophe des Côtes-d'Armor. Elle fait partie du canton de Cléguérec, de l’arrondissement de Pontivy et de Pontivy communauté.

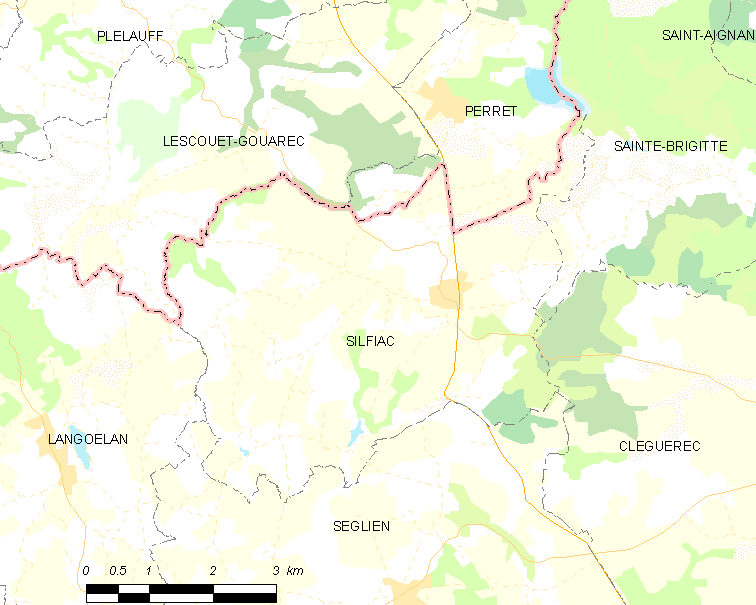
Carte de la commune de Silfiac et des communes avoisinantes.

| Lescouët-Gouarec | Perret  | Sainte-Brigitte |
|                  | Silfiac | Cléguérec       |
| Langoëlan        | Séglien |                 |

### Relief et hydrographie
La superficie de la commune est de 2 246 hectares et son altitude varie entre 197 mètres et 276 mètres. Le bourg est à 270 mètres au-dessus du niveau de la mer, ce qui en fait le bourg le plus haut du Morbihan.
| - Carte topographique de la commune de Silfiac. |

Le bourg de Silfiac est situé sur la crête d'un chaînon de la partie orientale des Montagnes Noires qui sépare les vallées du Scorff et du Blavet et que couvrent les futaies de la forêt de Quénécan. Le point le plus haut (276 mètres) est situé au nord-est du bourg, à proximité de celui-ci, mais les altitudes avoisinent 270 mètres dans le nord du finage de la commune, notamment dans le parc éolien de Bodervédan. Les altitudes s'abaissent progressivement en allant vers le sud de la commune, le point le plus bas (175 mètres) étant à l'extrémité sud de la commune dans la vallée du Ruisseau de Pont Samuel.
Silfiac est sur la ligne de partage des eaux entre trois petits bassins hydrographiques dépendant tous les trois du Blavet : au nord-ouest le Ruisseau de Crennard, qui forme un temps la limite communale avec Lescouët-Gouarec et aussi la limite départementale entre le Morbihan et les Côtes-d'Armor, coule vers l'ouest : c'est un affluent du Petit Doré, lui-même affluent du Doré, lequel se jetait dans le Blavet ; au sud le Ruisseau du Roz, le Ruisseau de Goah Lann et le Ruisseau de Pont Samuel, qui coulent vers le sud, forment une partie du bassin de réception (une autre partie se trouve en Lescouët-Gouarec) de la Sarre, elle-même étant un affluent de rive droite du Blavet qu'elle rejoint à Melrand ; à l'est le Ruisseau de Stang Ihuern et celui de Toul Brohet, son affluent, qui coulent vers l'est, forment le Ruisseau de Kerdréan, lequel est aussi un affluent de rive droite du Blavet.
Il y a, par ailleurs, 6 tourbières entretenues et sauvegardées ainsi que de nombreux étangs, tels que l'étang Pont Samuel [ou Pont Samouël] (site de pêche d'une superficie de 3 hectares), et les étangs du Grand Roz, de Crénihuel et de Stang er Bot.

### Paysage
La commune possède 218 kilomètres de haies et talus. Bordé à l'Est par la forêt de Quénécan, le paysage se compose d'espaces hérités du bocage, avec de nombreux champs de petites superficies qui environnent les différents lieux-dits, ainsi que de quelques bois, présents en différents endroits. À cela s'ajoutent les différents chemins creux sauvegardés par la commune sur son territoire.

### Végétation
La tourbière de Porhz Klud, qui était à l'abandon, a été achetée par la commune en 2008 et sa gestion confiée à l'association Bretagne vivante et est devenue une ZNIEFF.

### Voies de communication et transports
La route départementale no 15 traverse le bourg du Nord au Sud, tout comme la route départementale no 764, qui passe par le bourg plutôt d'Est en Ouest. La quatre voie (voie express) N164 passe au Nord de Silfiac, à Gouarec. Il n'y a pas de liaison régulière en bus avec les communes avoisinantes, mais la compagnie autocariste Le Parc propose des liaisons scolaires vers Cléguerec, Pontivy, Séglien et Guémené-sur-Scorff. Une ligne MOOVI existe aussi avec un départ le lundi matin pour un retour le lundi après-midi, vers Cléguerec ou Pontivy.

### Hydrographie
Pour un article plus général, voir Réseau hydrographique du Morbihan.
La commune est située dans le bassin Loire-Bretagne. Elle est drainée par la Sarre, le Crennard, le ruisseau des Forges, le goah lann, le ruisseau du Pont samuel, le ruisseau du Roz et divers autres petits cours d'eau,.
La Sarre, d'une longueur de 35 km, prend sa source dans la commune de Lescouët-Gouarec et se jette  dans le Blavet à Pluméliau-Bieuzy, après avoir traversé neuf communes. 
Le Crennard, d'une longueur de 11 km, prend sa source dans la commune  et se jette  dans le canal de Nantes à Brest à Plélauff, après avoir traversé cinq communes. 

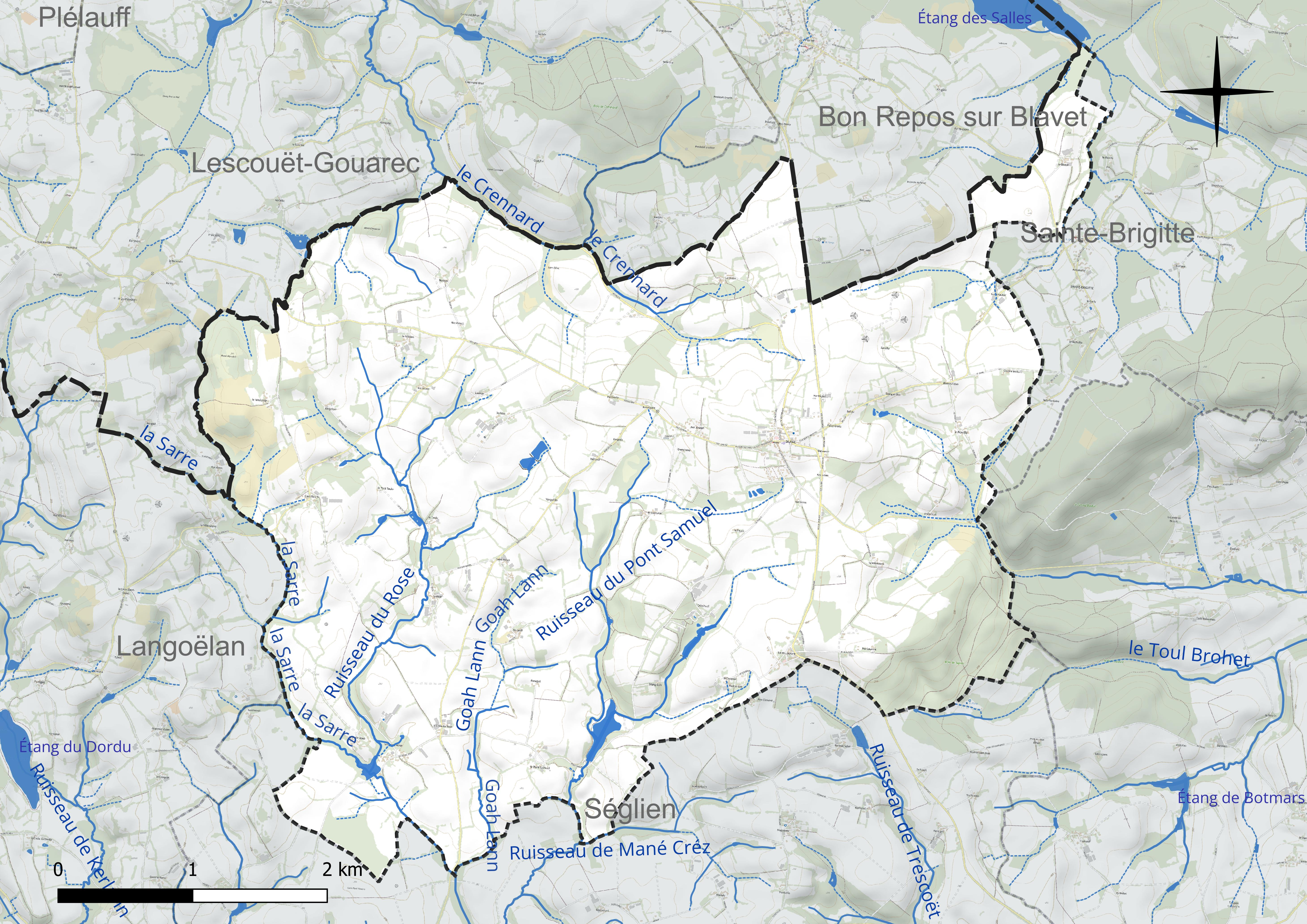
Réseau hydrographique de Silfiac.

Un plan d'eau complète le réseau hydrographique : l'étang des Salles, d'une superficie totale de 35,4 ha (0 ha sur la commune),.

### Climat
Pour des articles plus généraux, voir Climat de la Bretagne et Climat du Morbihan.
En 2010, le climat de la commune est de type climat océanique franc, selon une étude du CNRS s'appuyant sur une série de données couvrant la période 1971-2000. En 2020, Météo-France publie une typologie des climats de la France métropolitaine dans laquelle la commune est exposée à un climat océanique et est dans la région climatique  Finistère nord, caractérisée par une pluviométrie élevée, des températures douces en hiver (6 °C), fraîches en été et des vents forts. Parallèlement l'observatoire de l'environnement en Bretagne publie en 2020 un zonage climatique de la région Bretagne, s'appuyant sur des données de Météo-France de 2009. La commune est, selon ce zonage, dans la zone « Monts d'Arrée », avec des hivers froids, peu de chaleurs et de fortes pluies.  
Pour la période 1971-2000, la température annuelle moyenne est de 10,4 °C, avec une amplitude thermique annuelle de 12,5 °C. Le cumul annuel moyen de précipitations est de 1 101 mm, avec 16,2 jours de précipitations en janvier et 8,4 jours en juillet. Pour la période 1991-2020, la température moyenne annuelle observée sur la station météorologique la plus proche, située sur la commune de Plouay à 29 km à vol d'oiseau, est de 11,8 °C et le cumul annuel moyen de précipitations est de 1 149,0 mm,. Pour l'avenir, les paramètres climatiques de la commune estimés pour 2050 selon différents scénarios d’émission de gaz à effet de serre sont consultables sur un site dédié publié par Météo-France en novembre 2022.

## Urbanisme

### Typologie
Au 1er janvier 2024, Silfiac est catégorisée commune rurale à habitat très dispersé, selon la nouvelle grille communale de densité à sept niveaux définie par l'Insee en 2022.
Elle est située hors unité urbaine et hors attraction des villes,.

### Occupation des sols

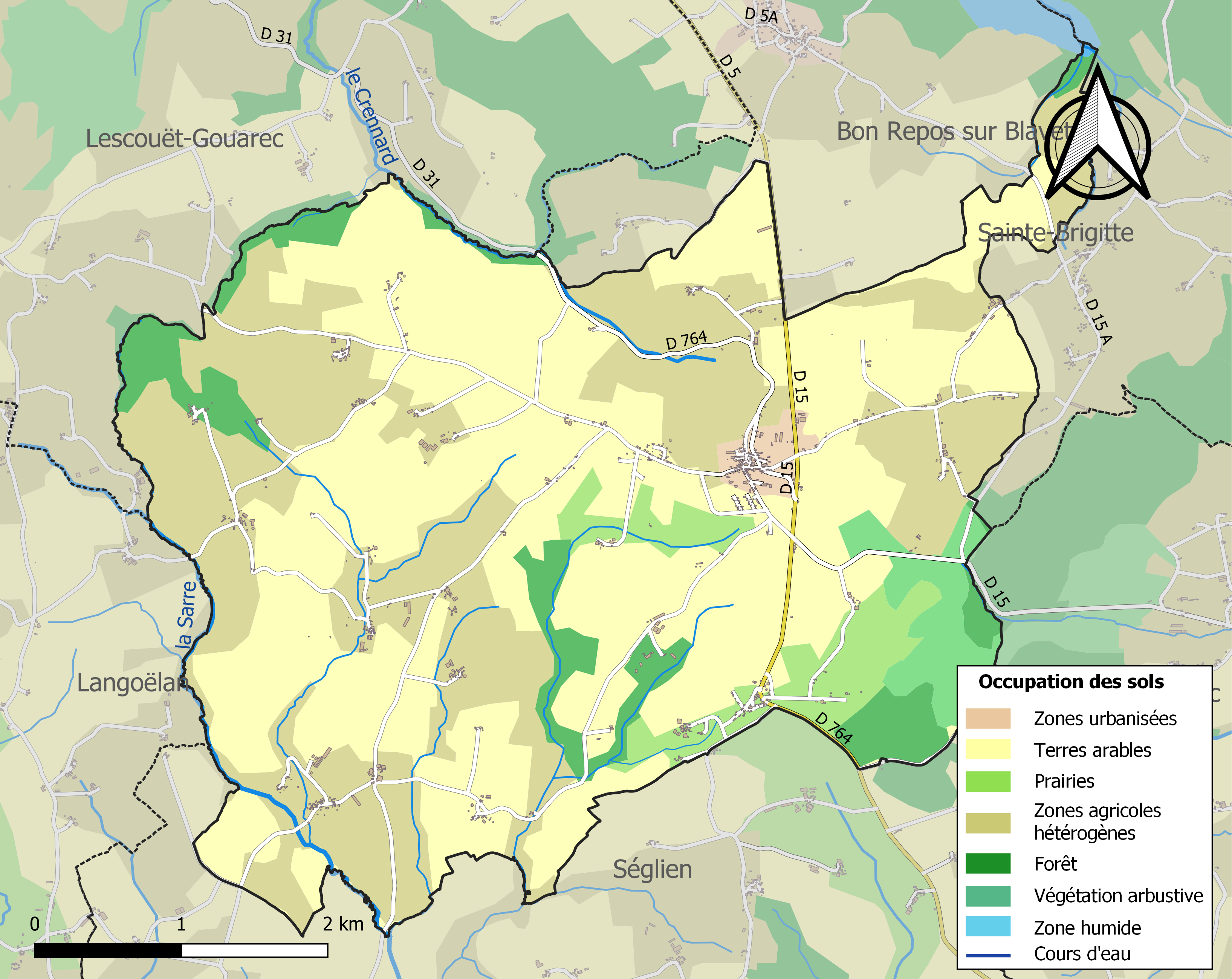
Carte des infrastructures et de l'occupation des sols de la commune en 2018 (CLC).

Le tableau ci-dessous présente l'occupation des sols de la commune en 2018, telle qu'elle ressort de la base de données européenne d’occupation biophysique des sols Corine Land Cover (CLC).
| Type d’occupation                                                                   | Pourcentage | Superficie (en hectares) |
| ----------------------------------------------------------------------------------- | ----------- | ------------------------ |
| Tissu urbain discontinu                                                             | 1,2 %       | 26                       |
| Terres arables hors périmètres d'irrigation                                         | 50,3 %      | 1132                     |
| Prairies et autres surfaces toujours en herbe                                       | 5,1 %       | 114                      |
| Systèmes culturaux et parcellaires complexes                                        | 31,2 %      | 701                      |
| Surfaces essentiellement agricoles interrompues par des espaces naturels importants | 2,4 %       | 55                       |
| Forêts de feuillus                                                                  | 4,7 %       | 105                      |
| Forêts de conifères                                                                 | 1,3 %       | 29                       |
| Forêts mélangées                                                                    | 0,6 %       | 13                       |
| Forêt et végétation arbustive en mutation                                           | 3,3 %       | 74                       |
| Source : Corine Land Cover                                                          |             |                          |

## Toponymie
Son nom en breton est Silieg.
Le nom est attesté sous la forme latine Selefiac Ecclesia en 871 dans le cartulaire de Redon, Silifiac en 1251, Silviac en 1283, Sylviac en 1324, Siliphiac en 1337 et Siliffiac en 1411.
Diverses hypothèses peuvent nous permettre de trouver l'origine du nom Silfiac. La terminaison -ac, provenant de -acus en latin, révèle une origine gallo-romaine, Ensuite, une hypothèse propose pour le nom originel Fundus Silfiacum, autrement dit le «domaine de Silfius». Silfiac viendrait dans ce cas du nom de son administrateur et / ou créateur. Une autre hypothèse pourrait être le nom de Silvae Acus, «hameau de la forêt».

## Histoire
L'existence du village de Silfiac peut être attestée depuis l'époque romaine avec certitude. Mais son emplacement actuel n'est pas celui du village originel. Localisé pendant de nombreux siècles sur le village de Le Fouillé, il s'est déplacé à cause notamment des nombreuses guerres et ravages occasionnés dans la région au fil des siècles.

### Préhistoire

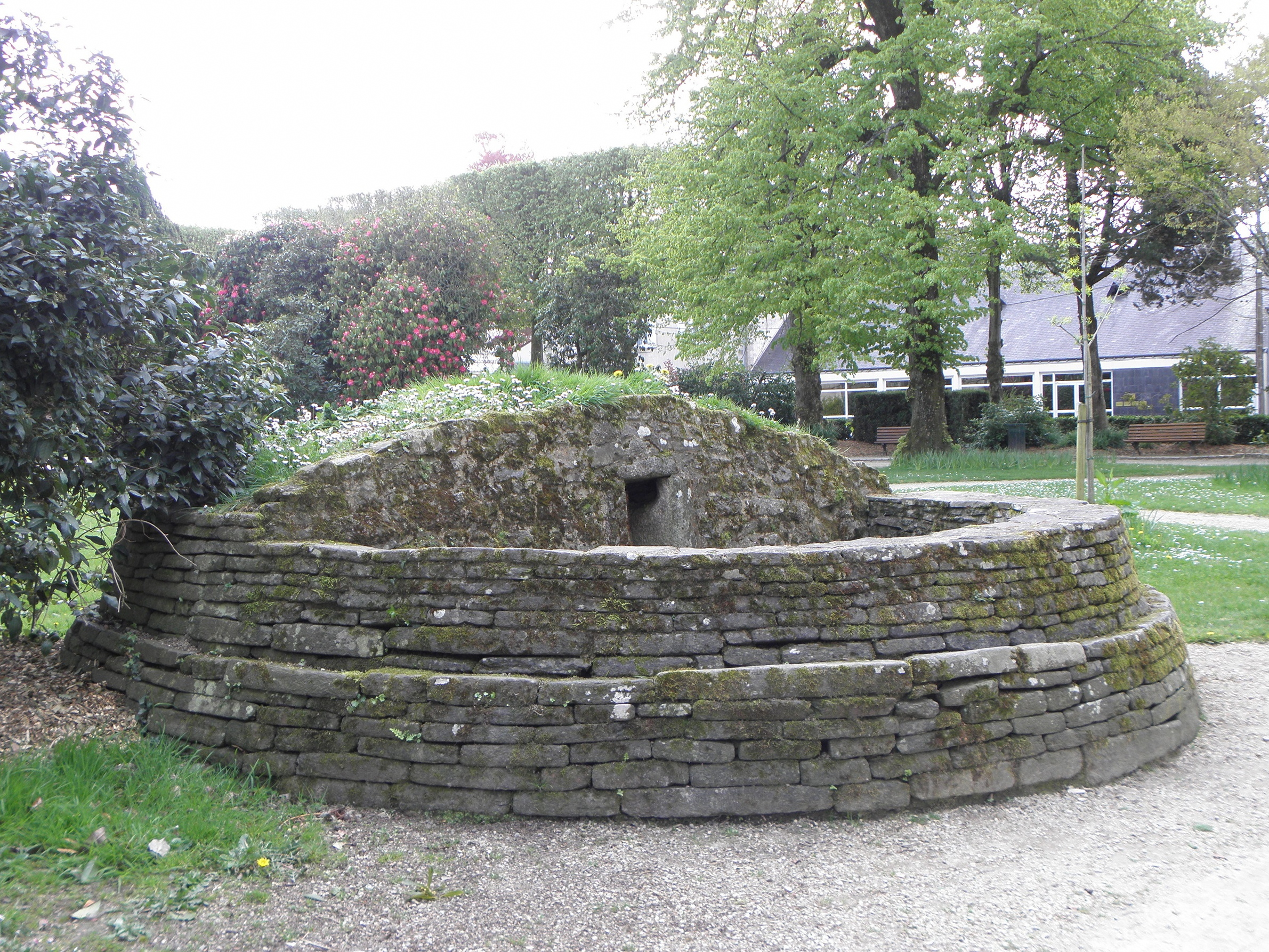
Tombe circulaire trouvée sous un tumulus par l'archéologue Jérôme Le Brigand à Nilizien en Silfiac et réédifiée dans le square de l'église Saint-Louis [en fait église Saint-Joseph] à Pontivy.

Sur la commune de Silfiac, on a répertorié de nombreux monuments datant de la Préhistoire. Le premier d'entre eux est la « Quenouille du Diable », un mégalithe du Néolithique, nommé d'après sa forme particulière. Il fait 6 mètres de haut sur une base de 2,50 mètres sur 2,50 de large. Il se dresse au lieu-dit du Moustoir. Un deuxième monument, le tumulus de Nillizien, se trouvait au hameau du Nillizien: c'était un tumulus semi circulaire fait de pierre plate et datant de l'âge de fer. Ce monument a été découvert en 1890, mais démonté dans l'année pour être reconstruit à Pontivy à l'est de l'église Saint Joseph, par l'architecte Jérôme Le Brigand, afin de le préserver. On y a découvert un ensemble de trois niches dont l'une contenait une urne funéraire remplie d'os humains incinérés, probablement la sépulture d'un chef gaulois mort vers 600 av. J.-C. De nombreux autres monuments préhistoriques se trouvent sur les communes avoisinantes et à proximité de Silfiac. Leur proximité atteste une présence importante au Néolithique et à l'âge du Fer.

### Antiquité et époque gallo-romaine
La présence de voies romaines d'importance dans la région atteste de l'importance que revêtait pour l'occupant romain le développement de l'infrastructure préexistante de la commune.
La première mention du village de Silfiac dans un document officiel se trouve dans le cartulaire de Redon de l'année 871. Dans ce texte, nous trouvons la mention d'un établissement religieux, une cure, sur la commune de Silfiac. Le nom précis donné à la commune, à cette époque, est Selefiac Ecclesia. Or Ecclesia est le terme employé pour mentionner un domaine religieux d'importance dans la région, une commune centrée autour d'une église ou d'un monastère. Il permet de prouver l'existence du village de Silfiac à l'époque gallo-romaine, car la constitution d'une Ecclesia telle que celle citée dans le cartulaire se faisait sur plusieurs siècles, et la mention d'un tel établissement suppose l'existence préalable d'un village à cet endroit. Par ailleurs, le nom Silfiac révèle une origine romaine, grâce à la terminaison en -ac, provenant de -acus. Cette terminaison est caractéristique non seulement en Bretagne (Armorique) mais aussi dans de nombreuses régions de l'empire romain, de l'origine latine du nom du lieu, en comparaison avec les racines fortement marquées comme étant celtes de nombreux noms de villages actuels, témoins des divers échanges démographiques que la Bretagne les a connu au fil des siècles. Ce nom atteste donc l'existence d'un village gallo-romain bien avant l'arrivée des Bretons.
Certains auteurs présentent la paroisse de l'Armorique primitive de Silfiac, comme étant composée de la paroisse de Séglien. Mais d'autres  auteurs ajoutent à Silfiac les paroisses, soit de Sainte-Brigitte le plus souvent, mais, aussi, par moments, celles de Saint-Aignan, de Perret (cette dernière deviendra effectivement sa trève), de Langoëlan, voire la quasi-totalité de la paroisse primitive de Plélauff (composée de Plélauff, Mellionnec et Lescouet-Gouarec). Divers historiens ont essayé de trouver les limites exactes de la paroisse primitive de Silfiac, et la majorité d'entre eux se sont prononcés sur l'ancienneté de la paroisse ainsi que sur sa probable composition à l'époque gallo-romaine. Elle aurait été composée de Silfiac, Sainte-Brigitte, Séglien, Perret avec une partie de Cléguérec et de Langoëlan.
Le village de Silfiac original était situé à l'emplacement de l'actuel lieudit Le Fouillé, il s'est déplacé vers l'ouest. Aujourd'hui, il subsiste peu de traces de cette occupation d'importance, à part la mine de fer, dans un bois. On y trouve ce qui reste d'une carrière jadis prospère. Le minerai de fer qu'on y extrayait était d'une grande qualité par rapport aux autres gisements de la région. Il y est d'une pureté de 70 à 75% par rapport aux 25% environ qu'on trouve dans les différentes mines de Sainte-Brigitte et Plelauff. Son exploitation était donc fructueuse et a permis l'installation d'un village d'exploitants, ainsi que le développement du commerce de ce minerai de très bonne qualité. On trouve encore des mentions de cette mine, qui a été exploitée jusqu'à la fin du XIXe siècle. Le village exploitait également les ressources forestières présentes en abondance, car il est à la limite de l'actuelle forêt de Quénécan. Sur le village du Fouillé, on observe quelques vestiges de l'occupation romaine. Les fondations de certaines maisons ont un style de construction proche de cette époque, la position des bâtiments sur le lieu-dit ressemble fortement aux techniques de positionnement héritées de Rome, avec une évacuation facile des eaux de pluie, une implantation sur le plateau d'une colline ou montagne pour se protéger des écoulements et inondations, etc.
Du point de vue des liaisons routières, la région de Silfiac était bien desservie par des voies de communications. 
Une voie romaine passe à 100 mètres du lieu-dit du Fouillé. Un peu plus au Nord, un autre hameau, le hameau des "Quatre Vents", dont le nom est souvent utilisé pour désigner un carrefour entre deux voies romaines. Une borne milliaire est dressée au sud du Fouillé, dans un petit chemin qui mène au bois du Squel, près du hameau de Coet-Nohennec. Elle signale probablement une voie romaine, mentionnée par ailleurs dans le cadastre Napoléon comme "le Vieux Chemin Abandonné" ou "Vieux Chemin de Pierre",.
Une autre voie romaine traverse la forêt de Quénécan au niveau de Le Rohello, pour continuer vers le Sud en direction de Vannes, et vers le Nord en direction de Carhaix. Bien après à la chute de l'empire romain, cette route a continué à être utilisée,  notamment en tant que route royale n°164 de Carhaix à Angers, par Vannes. Cet endroit semble donc avoir été un carrefour important pour l'économie de l'Armorique ainsi que pour les communications de l'Empire romain. La construction d'une sorte de camp militaire à Toulbrohet, à la frontière entre Silfiac et Séglien, semble avoir eu pour but de protéger les communications. Ce retranchement mesurait 75 mètres de long sur 50 de large. Il est possible que d'autres vestiges de l’occupation romaine de la région aient subsisté longtemps, voire jusqu'à notre époque. Mais on sait qu'une grande partie des vestiges a été détruite lors du remembrement, dans les années 1960 et 1970.

### Moyen Âge

#### Haut Moyen Âge (de 476 après J-C à 987 après J-C)
À la chute de l'empire Romain, en 476 après J-C, l'Armorique n'appartient plus au pouvoir romain depuis 424 après J-C. Pour assurer sa sécurité, elle fait appel aux tribus brittonnes émigrant de la Grande Bretagne. Ces dernières, poussées par les massacres et les violences des tribus anglo-saxonnes venues d'Allemagne, traversent la Manche pour s'installer en Armorique. Ces tribus Britto-romaines apportent avec elles leurs cultures celtiques, bien différentes de la culture gauloise, puis romaine de la région. Cette émigration bretonne s'est déroulée en deux phases : la première vague était à but militaire, en vue de renforcer les côtes romaines contre les pirates saxons, scots et frisons. Elle atteint son sommet à la fin du IVe siècle. La seconde vague semble avoir été initiée par les hauts dignitaires ecclésiastiques de Grande-Bretagne à partir du Ve siècle, pour fuir les offensives et exactions des scots, pictes, anglo-saxons et jutes. Ils se sont intégrés aux gallo-romains d'Armorique, créant une nouvelle société d'où bon nombre de noms de lieux dits sont hérités. Leur arrivée a aussi permis la création d'un domaine clérical important, avec la légende des sept saints fondateurs de la Bretagne, venue de Grande Bretagne avec les émigrés Brittons qui ont créé les cinq évêchés bretons ainsi qu'une grande part des monastères et abbayes du pays. À la suite de ce renouveau dans la région, qui s'appelle désormais « Bretagne », les premiers rois instaurent un royaume fort, bâti sur leurs victoires sur les rois francs, et accompagnés par le savoir des migrants de Grande-Bretagne, dont de nombreux magistrats, nobles et personnages cultivés, en raison de la forte intégration des populations brittonnes avec les principes et le fonctionnement des Romains.
Dom Taillandier prétend que ce fut à Perret que vécut dans la solitude saint Mériadec, fils aîné de Conan, roi de Bretagne, d'où sont sortis les seigneurs de Rohan.

#### Moyen Âge Classique (de 987 après J-C à 1328 aprèd J-C)
Après la fin de l'occupation des Hommes du Nord (les Vikings), le pays est à rebâtir. Les lieux de culte ont été abandonnés, pillés et / ou rasés. Les villages sont ruinés, les ports ne possèdent plus rien à vendre, et la grande majorité de la Bretagne est à l'abandon, à l'exception de quelques cités assez puissantes pour se défendre contre les hordes nordiques.
Selon un aveu de 1471 la châtellenie de Gouarec, un des trois membres de la vicomté de Rohan, « s'étendait sur treize paroisses ou trèves : Plouray, Mellionec, Plouguernével, Saint-Gilles, Gouarec, Plélauf, Lescouët, Penret ou Perret, Sainte-Brigitte, Silfiac, Cléguérec (partie nord), Saint-Aignan, Saint-Caradec, Trégomel. La résidence seigneuriale, dans cette châtellenie, était le château de Penret, aussi appelé le château des Salles, en Sainte-Brigitte ».

#### Bas Moyen Âge (de 1328 après  J-C à 1492 après  J-C)
Selon Jean-Baptiste Ogée le manoir de Quoëtuder appartenait à Pierre Buisson.
Le manoir de Crénihuel appartenait entre 1394 et 1406 à Alain Fraval, auquel succéda son fils Guillaume Fraval jusqu'en 1421 et ce manoir resta longtemps dans cette famille, appartenant par exemple en 1553 à René Fraval. Selon un aveu de 1553 les seigneurs de Crénihuel avaient droit de prééminence dans l'église paroissiale. Ils avaient aussi des prééminences dans les chapelles Saint-Laurent et Saint-Fellan [Saint-Felan] (dont ils étaient les seigneurs fondateurs), ainsi que d'autres privlièges, par exemple « droit et possession de lever et recevoir, sur chaque rôtisseur, à chacun jour et fête de Saint-Laurent, en la paroisse de Silfiac, un quartier de mouton ou douze deniers monnaie, et un pot de vin dessur chacun tavernier ». Ce manoir resta dans la famille Fraval jusqu'en 1632, date à laquelle Jeanne Fraval le céda au seigneur de Coëtanfao (en Séglien), François de Querhoënt ; les héritiers de celui-ci en restèrent propriétaires jusqu'à la Révolution française.

### Époque Moderne (de 1479 après  J-C à 1789 après  J-C)

#### DuXVesiècleauXVIIesiècle
Au XVe siècle, le village de Silfiac se situe sur l'actuel hameau du Fouillé. On y dénombre environ 1500 communiants (personnes présentes sur le village de Silfiac ainsi que sur sa trève de l'époque, Perret) sans compter les enfants, et autres personnes ne communiant pas. Ce qui prouve une occupation très forte du village, comme l'attestent encore aujourd'hui les nombreuses pierres taillées de grandes dimensions abandonnées dans les talus, restes malencontreux des maisons démontées et/ou démolies au fil du temps.
Un siècle plus tard, une nouvelle mention de Silfiac cite la présence, dans le village, de 10 feux, 1 tiers de feux et 1 quart de feux (le nombre de feux cités dans le livre doit être multiplié par cinq pour obtenir la population réelle du village). Cela montre une réduction drastique de la population, qui est dû à la guerre de la Ligue en Bretagne de 1576 à 1598. Le manoir de Kerserf, qui avait appartenu aux seigneurs de Crénihuel, était en 1680 la propriété des princes de Guémené.
À l'époque, les conflits entre protestants et catholiques étaient monnaie courante dans la région, les Vicomtes de Rohan se revendiquant comme de fervents défenseurs du protestantisme, en opposition complète avec le Roi de France Henri IV (qui s'est converti au catholicisme car ne pouvant régner tout en étant protestant) et surtout, le Duc de Mercoeur, Gouverneur de la Bretagne, et fervent défenseur de la ligue catholique. Lors de ce conflit, qui vit des forces étrangères soutenir les protestants, les forces anglaises d'Élisabeth Ire ou bien les catholiques, avec les Espagnols de Philippe II, des massacres et destructions vont forcer le peuple à abandonner leurs lieux de vies. C'est le cas des communes de Silfiac, Saint Caradec Trégomel, Lescouet, Plélauff et Mellionnec. Pendant la guerre, la présence d'un culte réformé dans la région (au château des Salles de Rohan) attira les forces du Duc de Mercoeur, mais ces communes étaient aussi sur la route de ce dernier. Ainsi elles firent de nombreuses haltes dans ce secteur, et détruisirent tous ce qu'elles trouvèrent. Les villages furent pillés de leurs richesses et de leurs vivres, les églises et chapelles furent mis à bas, les cultures furent brulées, et cela se répétait systématiquement à chaque nouveau passage de troupe, ces dernières traversant la Bretagne du Nord au Sud par cette zone, autrefois riche et désormais en proie aux flammes et aux massacres. Après le passage des forces de Mercoeur, ce furent les forces espagnoles de Juan d'Aguila et les milices qui vinrent piller le secteur. Puis, lorsque le plus gros des richesses avait été emporté, deux bandits et leurs petites troupes, du nom de Baron de Fontenelle et Anne Sanzay s'installèrent dans la région et continuèrent à piller ce qui restait. Et pour finir de détruire ce pays déjà terriblement meurtri par ces années de conflits, la disette s'installa en 1597, suivie de la peste, à quelques mois d'intervalle. Les survivants, qui avaient tout perdu à ce moment, ont quitté ces villages et se sont réfugiés dans les grandes villes du Sud du département, notamment à Hennebont. Pour le peu de gens qui sont restés sur place, ils durent faire face aux loups, devenus cannibales à cause du manque de gibier en forêt, car chassés par les troupes de passage, et l'abondance des corps des victimes de ces massacres, laissés sans sépulture, par faute de main d'œuvre. Ils durent aussi faire face au manque de vivres, les champs laissés en friches ne produisirent aucune récoltes,,.
Il faudra plusieurs années pour reconstruire le village, et les populations revenant de Hennebont redécouvrent un pays abandonné et ruiné. Mais, à partir de la fin des guerres de Religion, la Bretagne va connaître une période de prospérité sans précédent. Avec un commerce florissant, les villes et villages se reconstruisent. La période voit l'absence de disette, ce qui déclenche une forte progression de la démographie en Bretagne, et Silfiac n'y échappe pas.

#### Silfiac auXVIIIesiècle

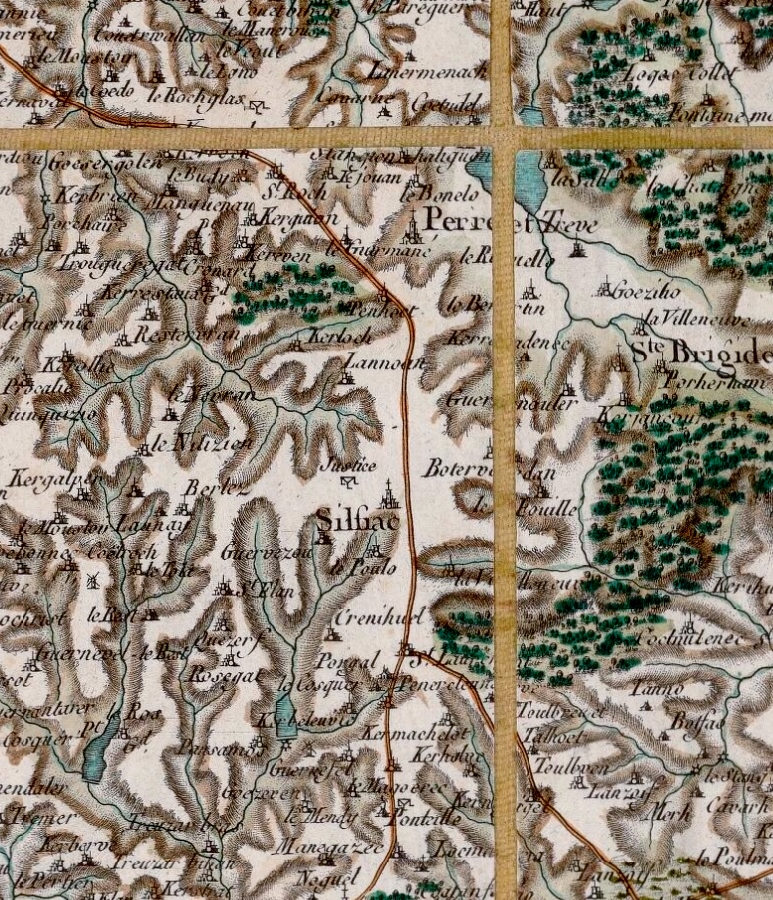
Carte de Cassini de la paroisse de Siflac et de sa trève de Perre (1787).

Selon un aveu de 1770, Charles-Yves Le Vicomte, comte du Rumain, vicomte de Cohignac, marquis de Coëtanfao, etc.. (un descendant de François de Querhoënt), avait dans le bourg de Silfiac « droit de ceps et pilori avec collier planté en dehors du cimetière dans la franchise et issue où est la grande croix à l'arrivée dudit bourg, armoyé des armes de Crénihuel, et, dans une pièce de terre, nommée Mané-Porcou, sont la justice et patibulaires dudit Crénihuel, à quatre piliers et un autre au milieu ».
Jean-Baptiste Ogée décrit ainsi Silfiac en 1778 :

« Silfiac ; sur une hauteur, près de la route de Pontivi à Carhaix ; à 14 lieues au Nord-Nord-Ouest de Vannes, son évêché ; à 23 lieues de Rennes et à 2 lieues de Guéméné, sa subdélégation. Cette paroisse ressortit à Hennebont et compte 1 500 communiants, y compris ceux de Peret  (Perret), sa trève ; la cure est à l'ordinaire. Le territoire offre à la vue des terres} en labeur, mais en petite quantité, beaucoup de landes et des bois qui sont les forêts de Cavern, Quenequen [Quénécan] et Poulancre, qui bordent la rivière de Blavet »

Jean-Baptiste Ogée écrit aussi que « dans le quatorzième siècle, ces forêts étaient plantées en futaie, et contenoient environ cinq lieues de longueur, sur trois quarts de lieue de largeur ; elles étaient remplies de bêtes fauves ; aujourd'hui [en 1778] ce ne sont plus,que des bois taillis, connus sous le nom de forêt de Quenequen [Quénécan], Elle a deux lieues de longueur, sur une demi-lieue de largeur. On y trouve beaucoup de mines de fer, qui y ont fait établir des forges. Dans les environs du château de Perret on remarque des pierres sur lesquelles sont figurés des macles (...).

### Révolution française
La création des départements a entraîné  l'inclusion de Silfiac dans le Morbihan et de Perret, l'ancienne trève de Silfiac, dans celui des Côtes-du-Nord.
En 1791 le recteur de Silfiac, François Loréal, refusa de prêter le serment de fidélité à la Constitution civile du clergé et devint donc prêtre réfractaire

### LeXIXesiècle
A. Marteville et P. Varin, continuateurs d'Ogée, décrivent ainsi Silfiac en 1853 :

« Silfiac ; commune formée de l'ancienne paroisse de ce nom, moins sa trève Perret ; aujourd'hui succursale. (...) Principaux villages : le Fouillé, le Berleze, le Moustoir, le Guervezo, le Rest, Saint-Télan, Saint-Laurent, le Grand-Roz, Pont-Samuel, la Villeneuve, le Nilizien, le Petit-Roz. Superficie totale : 2 246 hectares, dont (...) terres labourables 904 ha, prés et pâturages 324 ha, bois 70 ha, vergers et jardins 30 ha, étangs et canaux 10 ha, landes et incultes 859 ha (...). Moulins du Grand-Roz, de Pont-Samuel, à eau ; du Balo, de Coët-Roch, à vent. (...) Silfiac est situé sur un plateau assez élevé, non loin de la route de Pontivy à Rostrenen, qui traverse la commune du nord au sud. Il n'existe plus que des ruines de l'ancienne maison seigneuriale de Crenihuel. La chapelle de Saint-Laurent, située sur la grande route ci-dessus désignée, est le point où  se tiennent les trois grandes foires de cette commune, les 10 avril, 10 août et 10 décembre ; celle du 10 août est assez importante. Géologie : schiste micacé ; grès et poudingue dans le nord. On parle le breton. »

Les élections étaient souvent contestées, par exemple les élections législatives du 5 mai 1876 qui virent la victoire d'Albert de Mun, élu député de la circonscription de Pontivy, furent contestées, notamment à Silfiac en raison de nombreuses manœuvres d'intimidation, notamment du maire, en faveur d'Albert de Mun. Lors des élections municipales du 6 mai 1888, la liste républicaine menée par Joseph Baucher obtint 92 voix et la liste cléricale menée par Joseph Le Cunff en obtint 89. Ces résultats allaient être publiés quand,« au milieu d'une poussée, les candidats de la liste Le Cunff s'emparent des bulletins laissés sur la table et vont faire, dans une auberge voisine, un second dépouillement, qui naturellement, donna la victoire aux cléricaux ». Le vote fut annulé et de nouvelles élections municipales furent organisées le 15 décembre 1888.
Les travaux pour la construction d'une mairie-école commencent en 1885.
En septembre 1892 une épidémie de fièvre typhoïde frappa 26 malades et provoqua 4 décès à Silfiac.

### LeXXesiècle

#### La Première Guerre mondiale

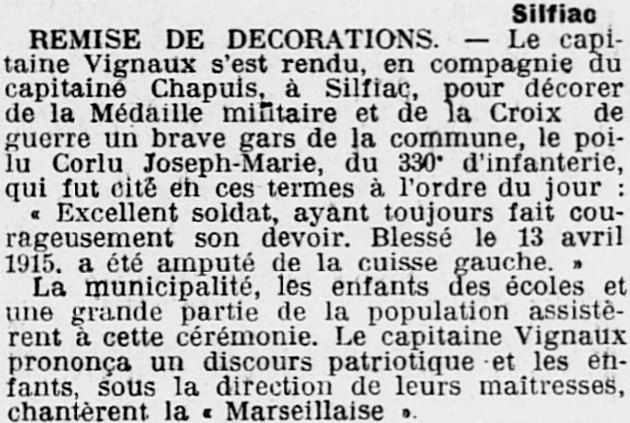
Remise de décorations à un soldat de Silfiac mutilé de guerre (journal L'Ouest-Éclair du 1 février 1916).

Le monument aux morts de Silfiac porte les noms de 62 soldats morts pour la France pendant la Première Guerre mondiale : parmi eux 5 sont morts en Belgique (dont 3 à Maissin et 1 (Joseph Éon) à Marbehan dès 1914) ; Barthélemy Guillemot est mort de maladie le 16 novembre 1918 (donc après l'armistice) dans l'actuelle Macédoine du Nord ; tous les autres sont morts sur le sol français (dont Pierre Fraboulet, décoré à la fois de la Médaille militaire et de la Croix de guerre.

#### L'Entre-deux-guerres
Le journal Le Rappel écrit en novembre 1922 qu'à l'école des garçons, de Silfiac il y a 93 élèves pour un seul maître et à l'école des filles 71 élèves pour une seule maîtresse.

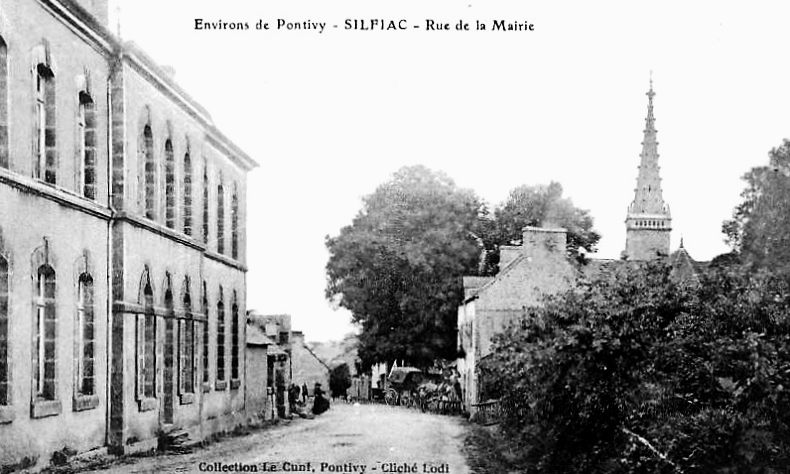
Le bourg de Silfiac vers 1920 (carte postale).

Une carrière était exploitée à Stang-Nivern en Silfiac.
Le dimanche 14 mars 1937 la commune de Silfiac organisa une grande cérémonie patriotique avec bénédiction et remise du drapeau en présence d'une foule nombreuse.

#### La Seconde Guerre mondiale
Le monument aux morts de Silfiac porte les noms de 8 personnes mortes pour la France pendant la Seconde Guerre mondiale ; parmi elles 4 (Joseph Hamon, Eugène Houarno, Célestin Le Fur et Joseph Le Novere) sont des soldats morts au printemps 1940 lors de la Bataille de France et 1 (Laurent Jaffredo) en Belgique, aussi au printemps 1940 ; Urbain Maubré est mort alors qu'il était prisonnier en Allemagne le 9 mars 1944, victime d'un bombardement allié ; Yves Bogard et Paul Le Bourlay sont deux résistants FTPF fusillés par les Allemands à la citadelle de Port-Louis en juillet 1944.
François Le Bellec, de Silfiac, accusé d'être un collaborateur (il aurait notamment, dénoncé sept personnes de Perret (Côtes-du-Nord) qui furent déportées en Allemagne) fut arrêté, condamné à mort par un tribunal improvisé par des résistants et pendu le 8 juillet 1944 à un arbre entre Montjoie et Kertanguy.
Trois membres de la famille Baucher (le couplé et un de leurs fils, accusés d'être des collaborateurs et notamment d'avoir dénoncé des résistants (ce qui provoqua le 1er juillet 1944 l'attaque du maquis de Kergoët (en Langoëlan) par une soixantaine de soldats allemands et la mort lors des combats de 5 résistants) furent abattus par 3 résistants vers la mi-juillet 1944 ; ces 3 résistants furent un temps écroués à Vannes en 1946 pour avoir commis ces meurtres.
La tourbière de Porhz Klud a été exploitée pour sa tourbe lors de la guerre et l'exploitation s'est poursuivie jusque dans la décennie 1950.

#### L'après Seconde Guerre mondiale
Un groupe scolaire privé catholique ("école libre") est construit en 1946 à Silfiac, en dépit de l'opposition du maire.

## Politique et administration

### Administration municipale
Le nombre d'habitants à Silfiac étant supérieur à 100 et inférieur à 499, le nombre de conseillers municipaux est de 11.

### Liste des Maires
| Période                                  | Période                   | Identité               | Étiquette        | Qualité                                                            |
| ---------------------------------------- | ------------------------- | ---------------------- | ---------------- | ------------------------------------------------------------------ |
| Les données manquantes sont à compléter. |                           |                        |                  |                                                                    |
| 1793                                     |                           | Pierre Julien Le Nagar |                  |                                                                    |
| 1797                                     | 1818                      | Joseph Le Maner        |                  | Laboureur.                                                         |
| 1818                                     | 1839                      | François Mario         |                  | Laboureur.                                                         |
| 1839                                     | 1848                      | Jean Morgant           |                  |                                                                    |
| 1848                                     | 1867                      | Joseph Le Roch         |                  | Cultivateur.                                                       |
| 1867                                     | 1874                      | Joseph Baucher         |                  | Aubergiste. De tendance républicaine.                              |
| 1874                                     | 1878                      | Joseph Le Cunff        |                  | Laboureur. De tendance cléricale.                                  |
| 1878                                     | 1888                      | Joseph Baucher         |                  | Déjà maire entre 1867 et 1874.                                     |
| 1888                                     | 1903                      | Joseph Le Gal          |                  | Laboureur.                                                         |
| 1903                                     | après 1911                | Louis Le Coguic        |                  | Cultivateur.                                                       |
|                                          |                           |                        |                  |                                                                    |
|                                          |                           |                        |                  |                                                                    |
| 1959                                     | 1983                      | Pierre Le Bris         | Parti socialiste | Instituteur. Militant de la Libre Pensée.                          |
|                                          |                           |                        |                  |                                                                    |
| avant 1995                               | 1995                      | Daniel Bieuzent        |                  |                                                                    |
| 1995                                     | 25 mai 2020               | Serge Moëlo            | DVG              | Conseiller général du canton de Cléguérec (1998-2001 et 2008-2015) |
| 25 mai 2020                              | En cours (au 30 mai 2020) | Olivier Constant       |                  |                                                                    |

### Politique Environnementale
Depuis plusieurs années maintenant, la commune s'est fixé un certain nombre d'objectifs en vue de créer un exemple de développement durable. Diverses actions ont été entreprises, comme un parc de quatre éoliennes produisant 3,2 MW (3200 foyers), un assainissement des eaux usées par lagunage entretenu par des moutons d'Ouessant, un ensemble de maisons formant le hameau éco-citoyen "Oglenn ar Vourc'h", plusieurs circuits éco touristiques à pied ou à vélo à travers la commune, etc. Toutes ces actions ont permis de développer le tourisme dans la région ainsi que l'écologie.
La commune ne possède pas de déchetterie, les plus proches étant celle de Cléguerec ou celle de Guéméné-sur-Scorff. Des conteneurs de recyclages sont placés au bourg et dans les principaux hameaux.

### Jumelages
Au 1er janvier 2016, Silfiac n'est jumelée avec aucune commune.

## Population et Société

### Démographie
L'évolution du nombre d'habitants est connue à travers les recensements de la population effectués dans la commune depuis 1793. Pour les communes de moins de 10 000 habitants, une enquête de recensement portant sur toute la population est réalisée tous les cinq ans, les populations de référence des années intermédiaires étant quant à elles estimées par interpolation ou extrapolation. Pour la commune, le premier recensement exhaustif entrant dans le cadre du nouveau dispositif a été réalisé en 2005.

En 2022, la commune comptait 488 habitants, en évolution de +11,67 % par rapport à 2016 (Morbihan : +3,82 %, France hors Mayotte : +2,11 %).
| 1793 | 1800 | 1806 | 1821 | 1831  | 1836  | 1841 | 1846  | 1851  |
| ---- | ---- | ---- | ---- | ----- | ----- | ---- | ----- | ----- |
| 672  | 732  | 913  | 746  | 1 004 | 1 022 | 977  | 1 183 | 1 150 |

| 1856  | 1861 | 1866  | 1872 | 1876 | 1881 | 1886 | 1891  | 1896  |
| ----- | ---- | ----- | ---- | ---- | ---- | ---- | ----- | ----- |
| 1 002 | 959  | 1 008 | 886  | 946  | 934  | 952  | 1 014 | 1 017 |

| 1901  | 1906  | 1911  | 1921  | 1926  | 1931  | 1936 | 1946 | 1954 |
| ----- | ----- | ----- | ----- | ----- | ----- | ---- | ---- | ---- |
| 1 082 | 1 152 | 1 180 | 1 209 | 1 157 | 1 019 | 994  | 956  | 897  |

| 1962 | 1968 | 1975 | 1982 | 1990 | 1999 | 2005 | 2006 | 2010 |
| ---- | ---- | ---- | ---- | ---- | ---- | ---- | ---- | ---- |
| 781  | 683  | 588  | 526  | 459  | 445  | 449  | 452  | 454  |

| 2015 | 2020 | 2022 | - | - | - | - | - | - |
| ---- | ---- | ---- | - | - | - | - | - | - |
| 434  | 478  | 488  | - | - | - | - | - | - |

### Enseignement
Il y a, sur la commune, une école primaire publique, l'école communale Louise Favennec, du nom d'une institutrice arrivé en 1922 en tant que stagiaire, puis en tant que professeur. Il existe aussi deux écoles élémentaires à Cléguerec, l'école Saint Joseph (privé) et l'école Ar Gwennili (public).
Les collèges les plus proches Silfiac sont Sainte Anne (privé) et Emile Mazé (public) à Guémené-sur-Scorff, le collège Notre Dame à Gouarec et les collèges Romain Rolland (public), Saint Anges (privé) et Charles Langlais (public) à Pontivy.
Les lycées les plus proches sont le lycée général et professionnel Jeanne d'arc-Saint Ivy (privé), le lycée professionnel du Blavet (public), le lycée Joseph Loth (public) et le lycée professionnel du Gros Chêne à Pontivy, ainsi que le lycée Notre Dame à Gouarec.

## Économie
Sur la commune, l'économie se base essentiellement sur l'agriculture. 1 500 hectares sont alloués à l'agriculture, en Surface Agricole Utile (S.A.U). En tout, 22 entreprises agricoles sont recensées en 2015. Il y a aussi, 3 entreprises de construction, 4 entreprises industrielles, 27 entreprises de commerce, transports et services divers, dont 9 de commerce et réparation automobile ainsi que 4 établissements de l'administration publique, de l'enseignement, de la santé, et de l'action sociale.

### Commerces et services
Le bourg possède un bar épicerie, qui permet d'obtenir tous les produits de première nécessité, il y a aussi un dépôt de pain frais tous les matins à la mairie à partir de 9 h.
Un pôle d'Accueil Intergénérationnel a ouvert en 2016 à Silfiac. Il se compose d'un Domicile Partagé pour personne en perte d'autonomie, d'une Maison d'assistances Maternelles et d'un espace de ludique et de rencontres.
Il y a une volonté de développement durable sur la commune, concrétisé par un plan communal de randonnée (80 km balisés et jalonnés de panneaux d’interprétation), une station de VTT à Guerlédan, l’écovillage de vacances et de congrès L.V.T., un assainissement de eaux usées du bourg par lagunage entretenu par des moutons d’Ouessant, la structure touristique de Pont Samoël (gîte « rando plume »/bar/crêperie…), cinq gîtes ruraux ainsi que le hameau éco-citoyen "Oglenn ar vourc'h".

## Culture locale et patrimoine

### Lieux et monuments

#### Édifices religieux
La commune possède plusieurs édifices religieux. Il existait autrefois une chapelle dédiée à saint Jean, dans le village de Saint-Félan (XIIIe siècle, dernière mention en 1930) ; elle a disparu dans la décennie 1960.

##### Chapelle Saint-Laurent de Silfiac
La chapelle Saint-Laurent date du XVe siècle ; elle porte sur son mur extérieur les blasons de la famille Fraval (manoir de Crénihuel) et de la famille de Rohan ; elle abrite plusieurs statues en bois, dont une Piétà et une autre de saint Laurent et de nombreux autres objets mobiliers.

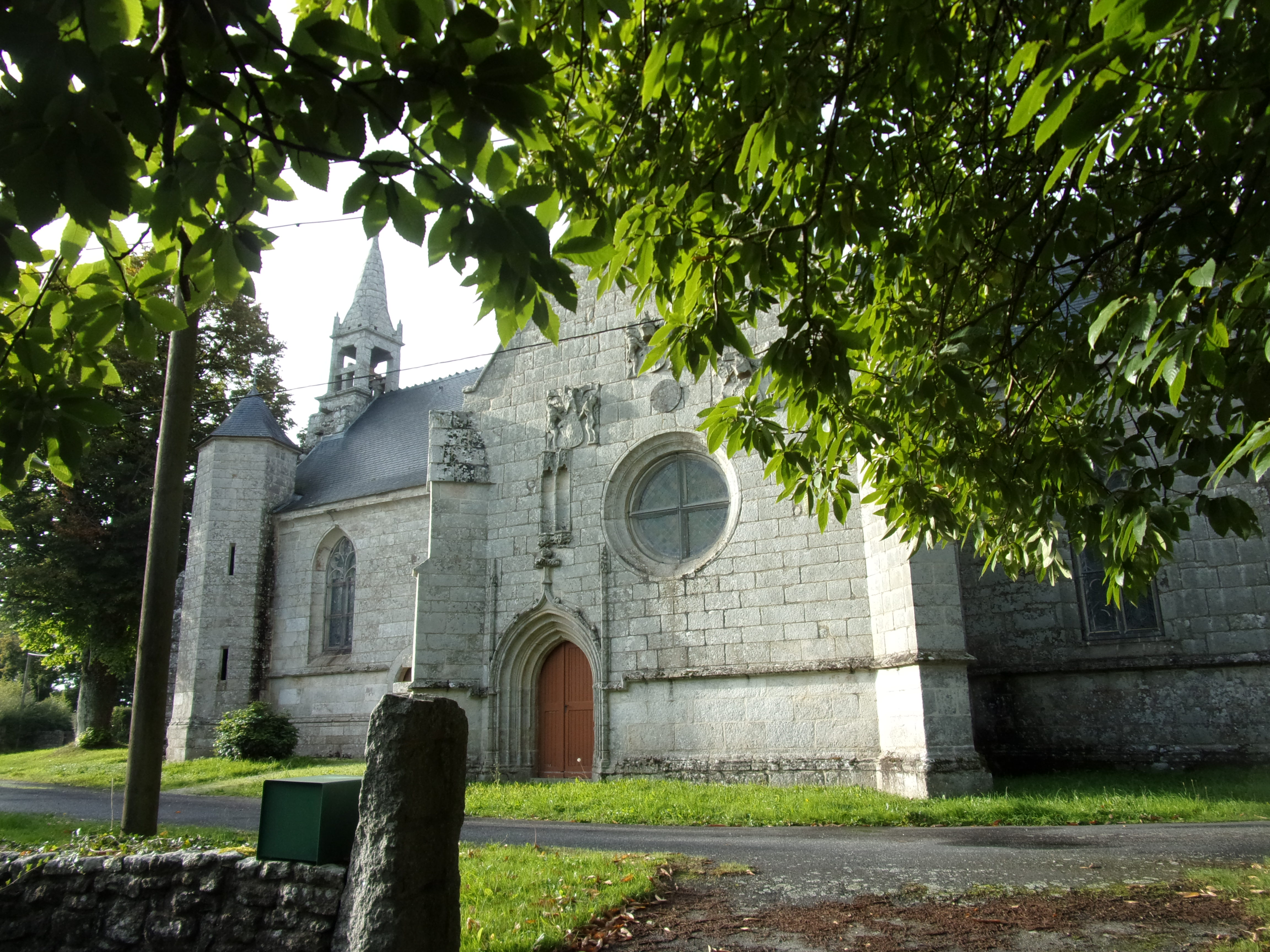
La façade sud.
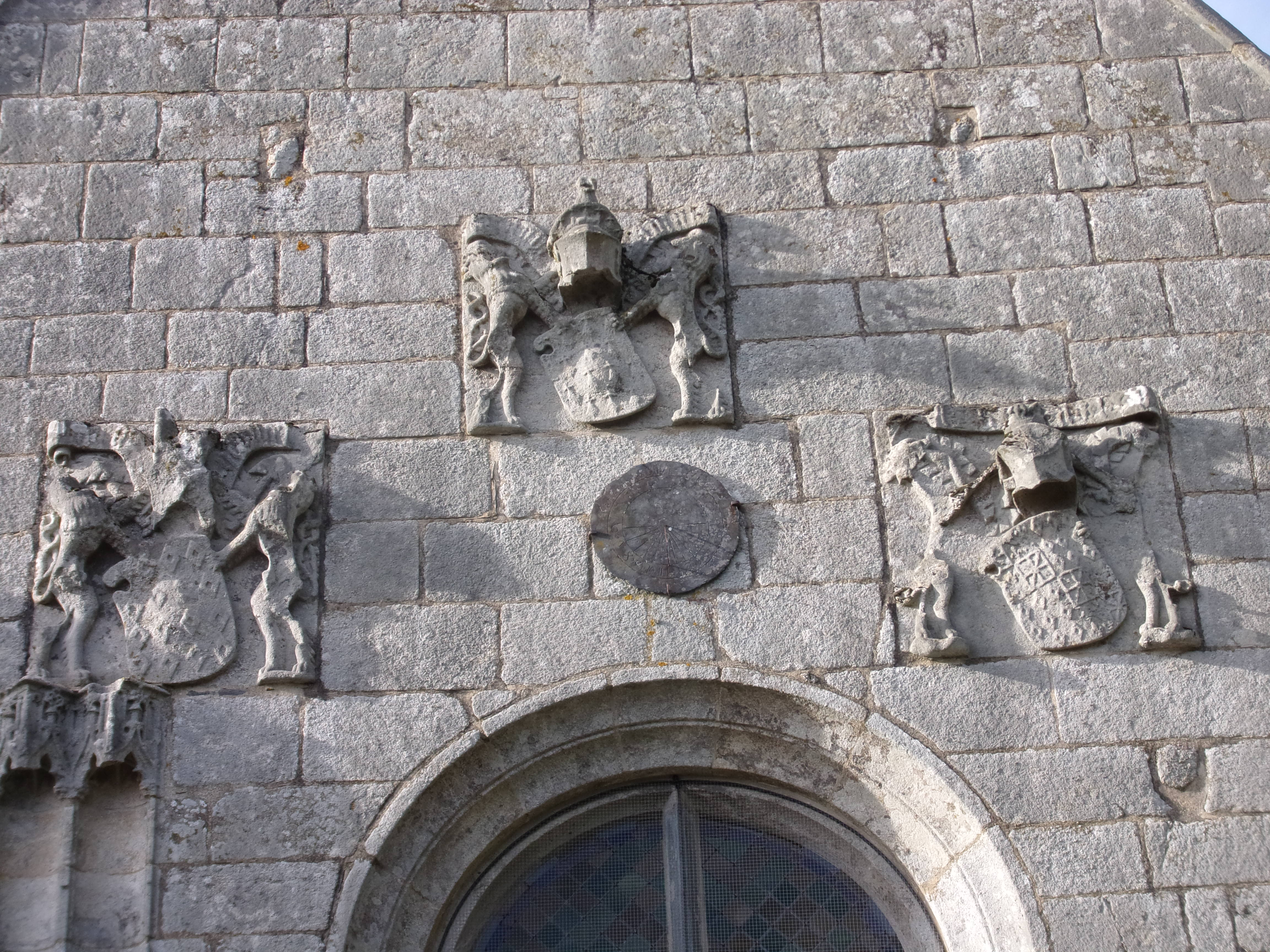
Écussons ornant la façade sud au-dessus de l'oculus (armes des familles Fraval et Rohan).
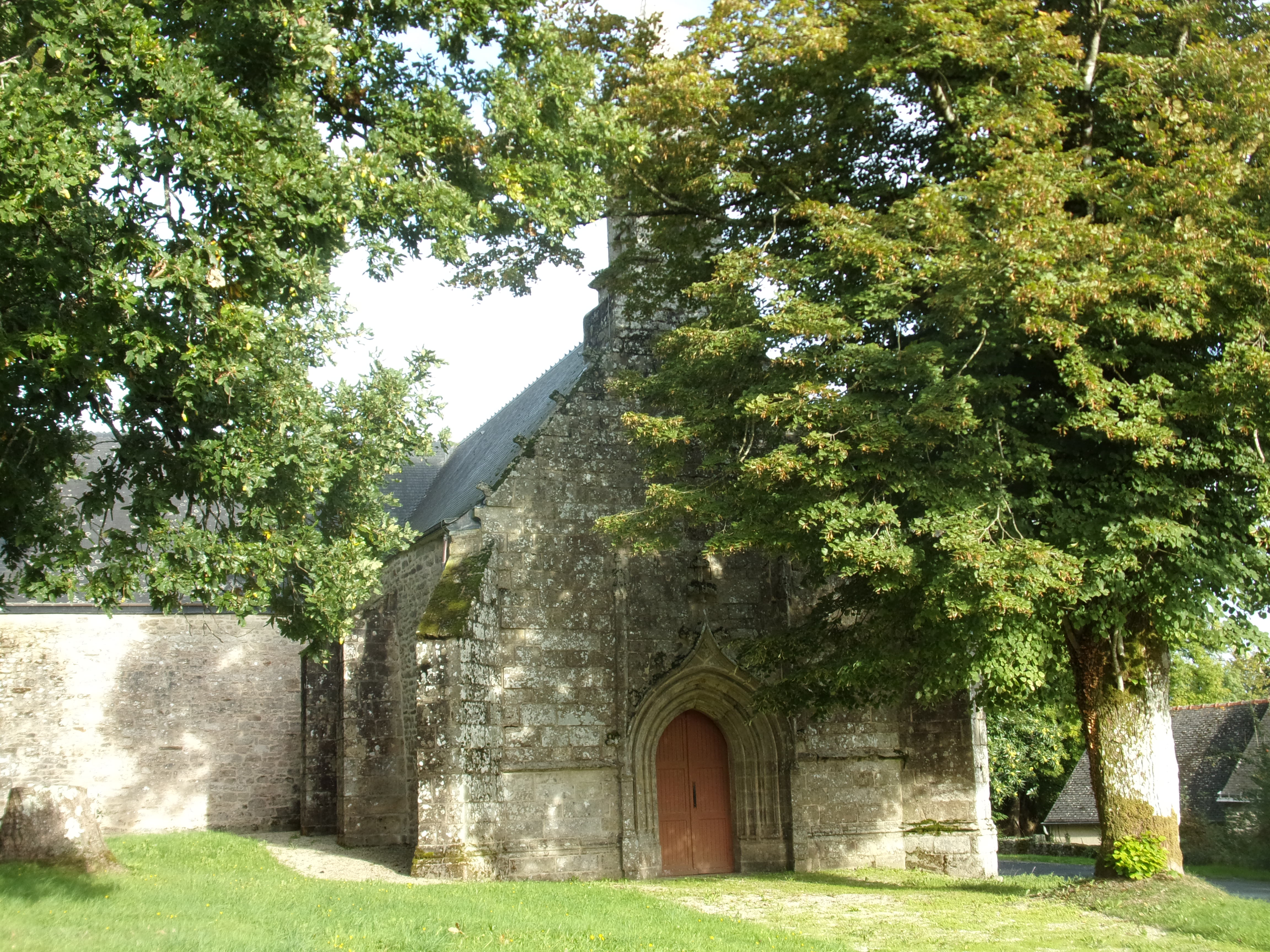
Le pignon occidental.

La fontaine située près de la chapelle est dédiée à saint Nodez (un saint breton totalement inconnu) ; son eau est réputée guérir les maux de pieds.

##### Église paroissiale Saint-Pierre
Elle date du XVIIIe siècle et est en forme de croix latine ; elle possède un retable du XVIIIe siècle aux armes de la famille Coëtanfao, alors seigneurs de Crénihuel ; ses autels latéraux sont dédiés à la Vierge Marie et au Sacré-Cœur. Elle possède un ossuaire extérieur en appentis. De nombreux objets mobiliers contenus dans l'église sont répertoriés dans l' Inventaire du patrimoine culturel en Bretagne (autels, retables, calices, ciboire, custode, encensoir, confessionnaux, verrières, armoire de sacristie, etc.

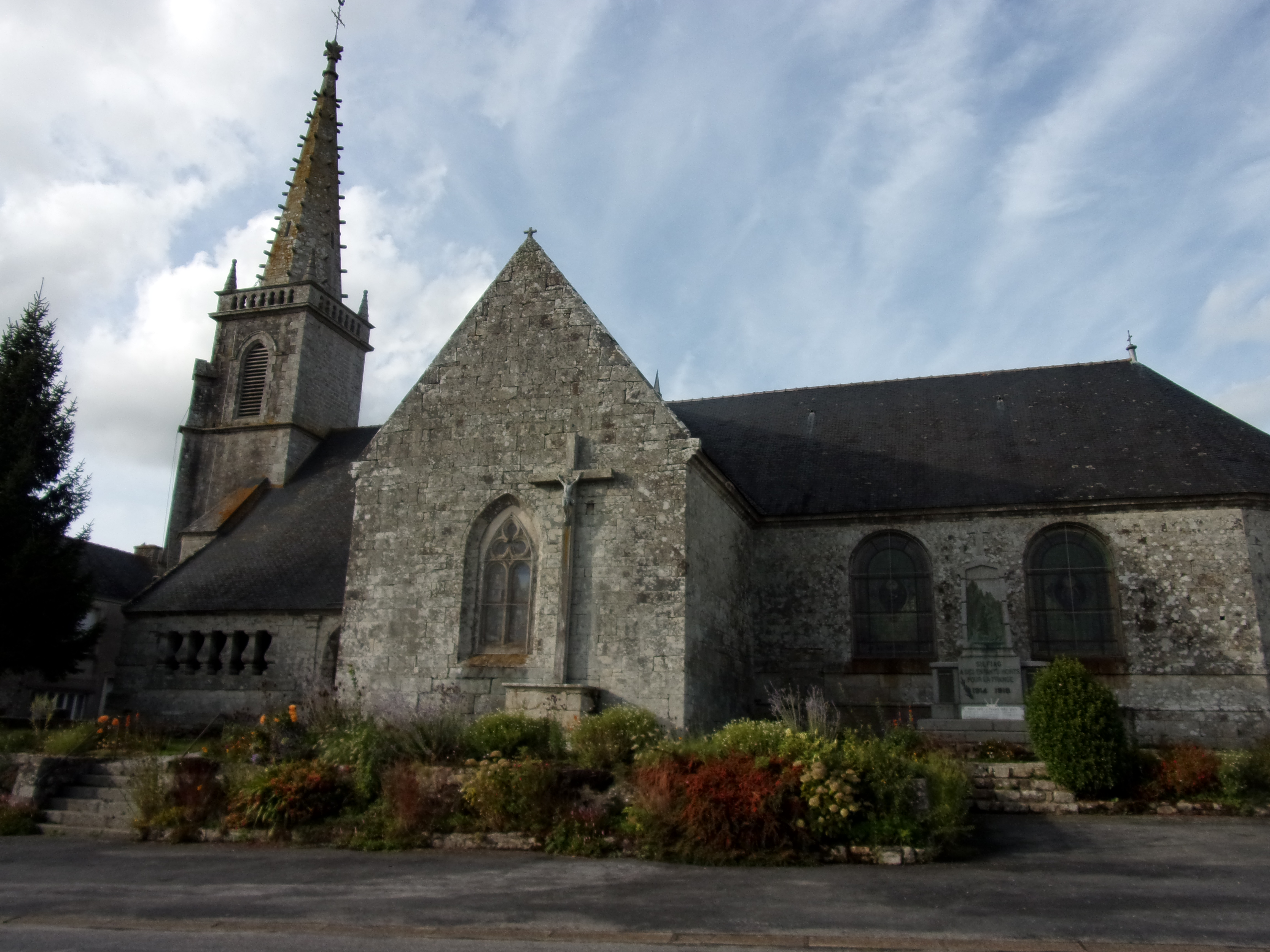
La façade sud.
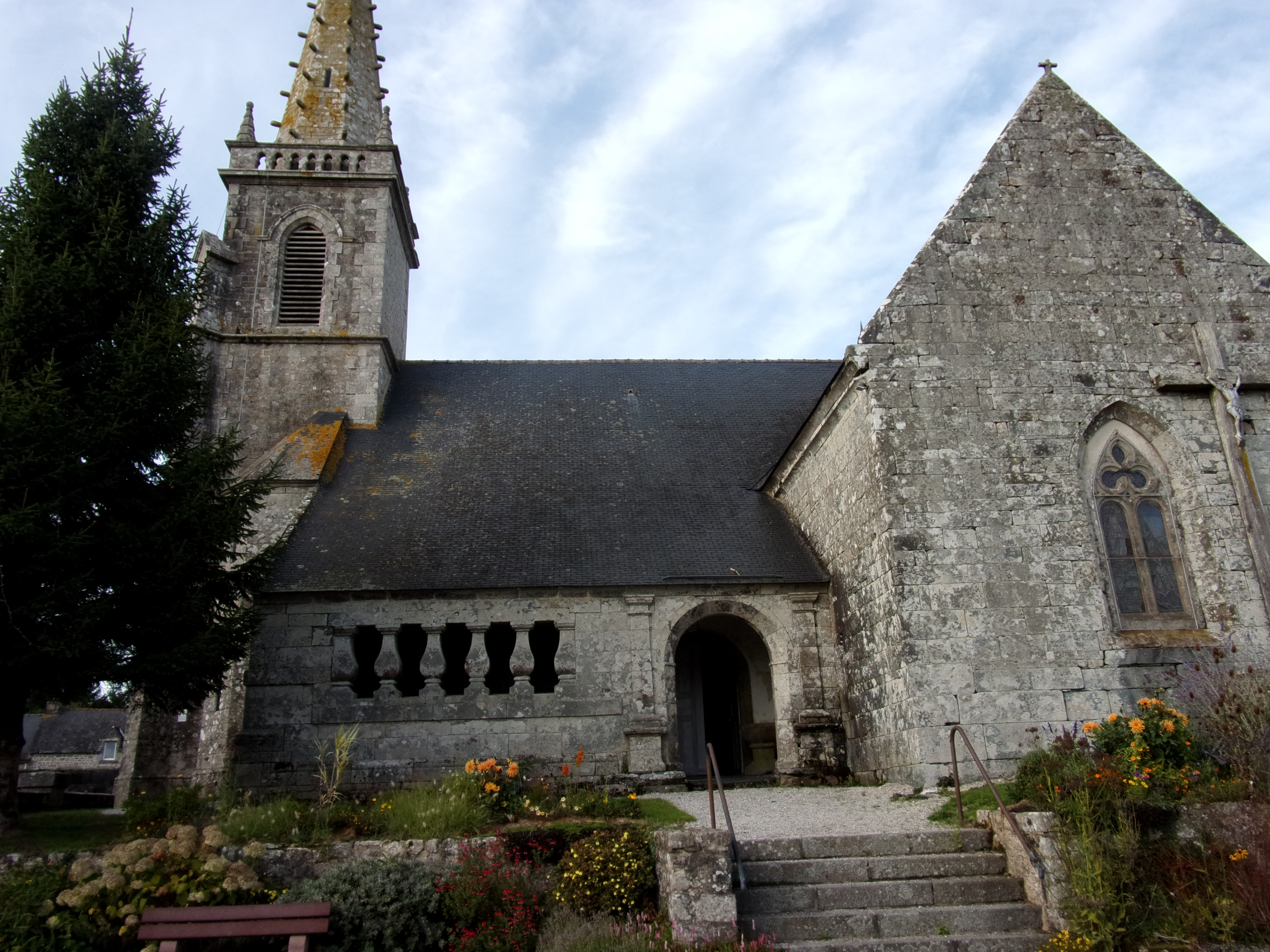
L'ossuaire et le porche méridional.
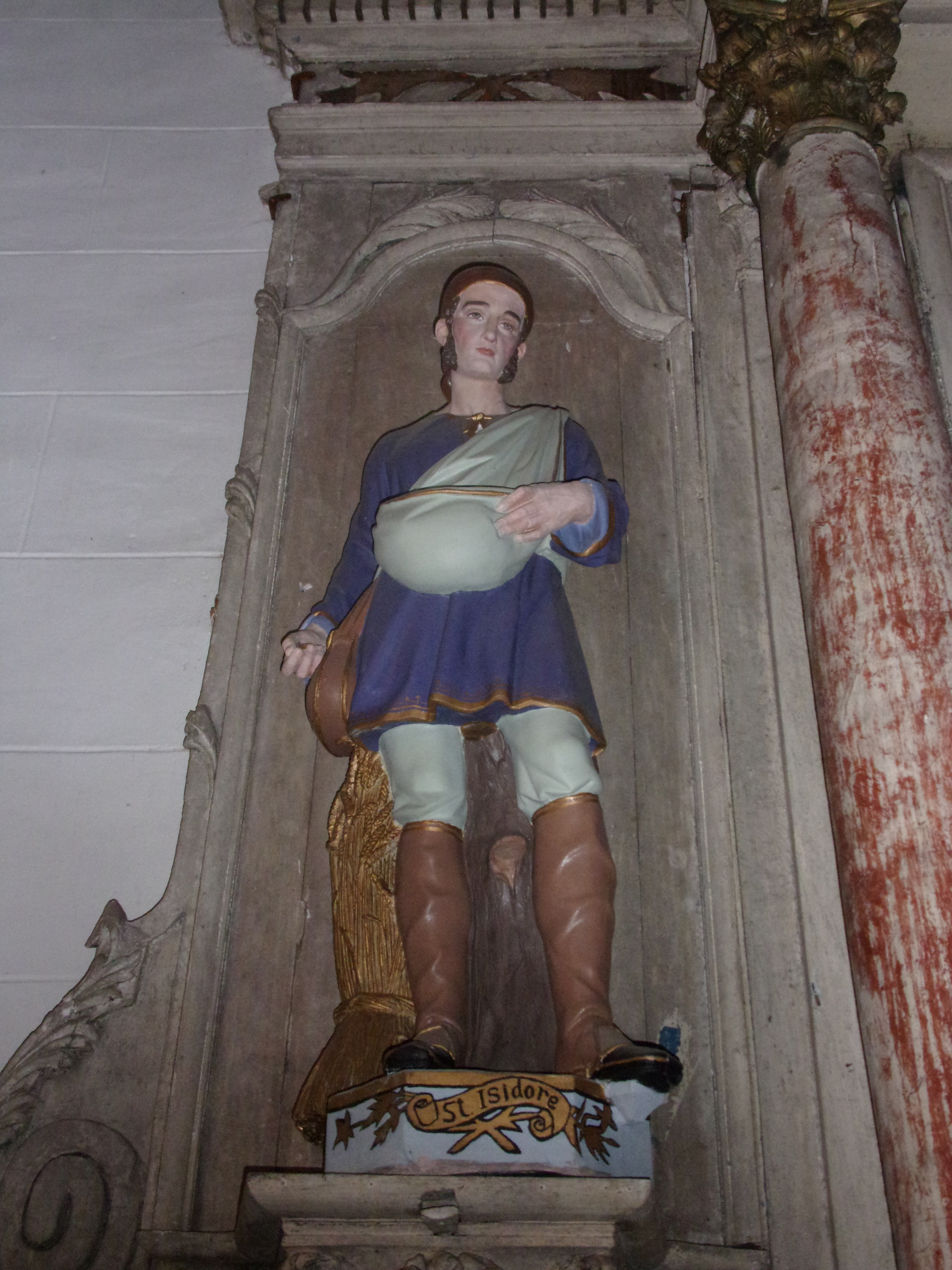
Statue de Saint Isidore.

 .

#### Monuments préhistoriques
- Mégalithe "Quenouille du Diable".

#### Manoirs
- Le manoir de Crénihuel (XIIIe siècle, mais reconstruit en 1965).
- Le manoir de Kerseff (XIVe siècle).

#### Moulins
- Moulin à eau de Pont-Samuel (XVIIIe siècle).
- Moulin à eau du Grand Roz (XVIIe siècle).